# Apostolische Präfektur Robe
Die Apostolische Präfektur Robe (lat.: Apostolica Praefectura Robensis) ist eine in Äthiopien gelegene römisch-katholische Apostolische Präfektur mit Sitz in Robe. 

## Geschichte
Papst Benedikt XVI. gründete sie am 11. Februar 2012 mit Gebietsabtretungen des Apostolischen Vikariates Meki. Der Kapuziner Angelo Antolini wurde erster Apostolischer Präfekt.